# Зеленогурське воєводство (1975–1998)
Зеленогурське воєводство (пол. województwo zielonogórskie) — адміністративно-територіальна одиниця Польщі найвищого рівня, яка існувала у 1975—1998 роках.
Являло собою одну з 49 основних одиниць адміністративного поділу Польщі, які були скасовані в результаті адміністративної реформи Польщі 1998 року.
Займало площу 8868 км². Адміністративним центром воєводства було місто Зелена Гура. Після адміністративної реформи воєводство припинило своє існування і його територія відійшла до Любуського та Великопольського воєводств.

## Воєводи
- 1973 (1975)–1980: Ян Лємбас
- 1980–1982: Збігнєв Циганик
- 1982–1984: Валер'ян Миколайчик
- 1984–1990: Збишко Півонський
- 1990–1993: Ярослав Баранчак
- 1993–1997: Маріан Ецкерт
- 1997–1998: Маріан Мілек

## Районні адміністрації
- Районна адміністрація в Кросно-Оджанському для гмін: Бобровіце, Битниця, Цибінка, Домб'є, Ґубін, Кросно-Оджанське, Машево та міста Ґубін
- Районна адміністрація у Новій Сулі для гмін: Битом-Оджанський, Кольсько, Кожухув, Маломіце, Негославіце, Нова Суль, Нове Мястечко, Отинь, Седлісько, Слава, Шпротава та міста Нова Суль
- Районна адміністрація у Свебодзіні для гмін: Любжа, Лагув, Скомпе, Щанець, Свебодзін та Тожим
- Районна адміністрація у Вольштині для гмін: Бабімост, Каргова, Седлець, Вольштин, Збоншинек та Збоншин
- Районна адміністрація в Зеленій Гурі для гмін: Боядла, Червенськ, Новоґруд-Бобжанський, Сулехув, Свідниця, Тшебехув, Забур, Зелена Гура та міста Зелена Гура
- Районна адміністрація у Жарах для гмін: Броди, Бжезьниця, Ілова, Ясень, Ліпінкі-Лужицьке, Любсько, Пшевуз, Тшебель, Тупліце, Вимяркі, Жаґань, Жари та міст Гоздниця, Ленкниця, Жагань та Жари.

## Найбільші міста
Чисельність населення на 31 грудня 1998:
1. Зелена Гура – 118 182
2. Нова Суль – 42 662
3. Жари – 40 732
4. Жагань – 28 170
5. Свебодзін – 22 539
6. Ґубін – 18 893
7. Сулехув – 18 250
8. Любсько – 15 511
9. Вольштин – 13 879
10. Шпротава – 13 139
11. Кросно-Оджанське – 13 000
12. Кожухув – 9967
13. Збоншинь – 7500
14. Збоншинек – 5100
15. Ілова – 4100
16. Слава – 4000

## Населення
| Рік         | 1975    | 1980    | 1985    | 1990    | 1995    | 1998    |
| Чисельність | 580 000 | 609 200 | 646 000 | 660 000 | 674 100 | 679 300 |